# Grand Garbo
Grand Garbo var en nattklubb och restaurang belägen på Landsvägen i Sundbyberg. Krogen grundades 1982 av Karl Gustav och Margaretha Lundsten som startade en av Stockholms Gourmet restauranger, med tillhörande nattklubb inspirerad av Studio 54. Restaurangen ägdes sedan 1990 av Ulf Westerberg. Under senare år har den bland annat uppmärksammats för att Samantha Fox där gjorde sitt enda framträdande i Sverige på över 20 år sedan hennes medverkan i tv-programmet Solstollarna. Den stängdes vid årsskiftet 2018/2019